# Christiane Vadnais
Christiane Vadnais, née en 1986 à Québec, est une écrivaine et nouvelliste québécoise.

## Biographie
Née à Québec, Christiane Vadnais étudie à l'Université Laval, où elle obtient une maîtrise en études littéraires en 2017,.
Elle travaille à l'Institut canadien de Québec de 2009 à 2016, où elle s'implique pour le festival international Québec en toutes lettres, ainsi qu'à la Maison de la littérature. Elle voyage également en Italie, en Pologne et aux États-Unis afin de représenter la ville de Québec en tant que ville créative de l'UNESCO. En 2019, elle remporte le Prix de l'Institut canadien de Québec, qui récompense sa volonté de décloisonner les littératures et son engagement envers le rayonnement de la littérature québécoise à l'international,. Elle est présidente de la table des lettres du Conseil de la culture, en plus de donner des ateliers d'écriture,.
L'écrivaine s'intéresse aux nouvelles pratiques d'écriture, de là son intérêt de créer Nocturnes, « une émission radiophonique associant littérature fictive et art sonore ».

### Réception critique
Elle travaille pendant cinq ans sur son premier manuscrit, Faunes, avant de le publier aux Éditions Alto en 2018 . Son ouvrage, « au confluent de la littérature environnementale, du fantastique et de la science-fiction », a été traduit en anglais et en espagnol, en plus de remporter de nombreux prix, dont le Prix des Horizons imaginaires et le Prix du CALQ – Œuvre de la relève dans la Capitale-Nationale,. Parfois qualifié de recueil, conte, ou roman par nouvelles, Faunes aborde à la fois la fragilité et la force de la nature, dans un ensemble hétéroclite qui ne semble appartenir à aucun genre littéraire.
L'œuvre transporte le lecteur à Shivering Heights, lieu fictif dans lequel évolue Laura, une biologiste qui s'intéresse à la nature et à l'environnement après un déluge,.
En 2020, Radio-Canada la qualifie de « jeune auteure à surveiller ».

## Œuvres
- Faunes, Québec, Alto, 2018, 136 p.  (ISBN 9782896944002).
  - Fauna, traduction de Pablo Strauss, Toronto, Coach House Books, 2020, 135 p.  (ISBN 9781552454169 et 1552454169)
  - Faunas, traduction de Marta Cabanillas, Madrid, Volcano Libros, 2020, 160 p. (ISBN 978-84-949934-7-3)
  - Faune, traduction de Valentina Novacheva, Skopje, ILI-ILI, 2022, 123 p.
  - Faunes, Nantes, L'Atalante, 2023, 123 p.  (ISBN 979-10360013-9-0)
  - Faune, traduction de Piernicola D'Ortona, Turin, Codice edizioni, 2023, 139 p.  (ISBN 9791254500842)
- L'île inventée, Québec, Rhizome, 2022, 167 p.  (ISBN 978-2-9818541-2-4)
- Les ressources naturelles, Québec, Alto, 2025  (ISBN 9782896947010)

## Prix et honneurs
- 2012 : finaliste au Prix de la nouvelle Radio-Canada[2]
- 2017 : lauréate du concours de nouvelles de la revue XYZ[17]
- 2019 : lauréate du Prix de l'Institut canadien de Québec[5]
- 2019 : lauréate du Prix de création littéraire Bibliothèque de Québec-Salon international du livre de Québec, catégorie littérature adulte, pour Faunes[12],[18]
- 2019 : lauréate du Prix des Horizons imaginaires pour Faunes[19]
- 2019 : finaliste pour le Prix des rendez-vous du premier roman pour Faunes[20]
- 2019 : finaliste pour le Prix Aurora-Boréal, catégorie meilleur roman, pour Faunes[10]
- 2020 : lauréate du Prix d'excellence des arts et de la culture du Conseil des arts et des lettres du Québec (Œuvre de la relève dans la Capitale-Nationale) pour Faunes[9],[21]
- 2021 : finaliste aux ReLit Awards, catégorie roman, pour Fauna[22]